# Manfred A. Dauses
 Manfred Albert Dauses  (* 10. März 1944 in Bamberg; † 27. April 2016) war ein deutscher Rechtswissenschaftler und ordentlicher Universitätsprofessor. Bis zu seinem Eintritt in den Ruhestand war er Inhaber des zwischenzeitlich aufgelösten Lehrstuhls für Öffentliches Recht und Europarecht an der Otto-Friedrich-Universität Bamberg.

## Leben
Manfred Dauses studierte von 1963 bis 1970 an den Universitäten Erlangen-Nürnberg, Würzburg und Lausanne Rechts- und Politikwissenschaften und schloss 1970 bei Günther Küchenhoff mit der Promotion zum Dr. iur. utr. an der Universität Würzburg ab.  Von 1970 bis 1971 hielt er sich während eines Forschungsstipendiums an der Georgetown University in Washington, D.C. auf.  An der Universität Robert Schuman in Straßburg erhielt er 1972 das Diplôme d'études spécialisées de droit comparé. Darauf schloss sich von 1972 bis 1973 ein Aufbaustudium an der École nationale d’administration (“Ancien élève de l’ENA”) in Paris an.  1987 folgte das Cultural Doctorate in International Relations an der World University Benson, Arizona. Im Jahre 2002 erfolgte die Promotion zum Dr. sc. an der Universität Rijeka.
Von 1975 bis 1976 war er Staatsanwalt bei der Staatsanwaltschaft in Essen und 1977 Richter am dortigen Landgericht. Im Jahre 1978 wurde er stellvertretender Leiter der Abteilung Europarecht im Bundesministerium der Justiz in Bonn.
In den Jahren von 1979 bis 1992 war Dauses Rechtsreferent und Direktor am Gerichtshof der Europäischen Gemeinschaften in Luxemburg. Seit 1981 war er als Dozent und Gastprofessor an Universitäten in der Schweiz, in den USA, in Japan und China tätig sowie seit 1995 als ständiger Gastprofessor sowohl an der Karls-Universität Prag als auch an der Adam-Mickiewicz-Universität Posen.
1993 erhielt er einen Ruf als ordentlicher Universitätsprofessor an die Universität Bamberg und war dort bis zu seinem Eintritt in den Ruhestand am 1. April 2009 Inhaber des Lehrstuhls für Öffentliches Recht und Europarecht. Dauses Forschungs- und Arbeitsschwerpunkte liegen in den strukturellen Grundlagen des Europarechts, den Freiheiten des Gemeinsamen Marktes/Binnenmarktes, dem Verfassungs- und Verwaltungsrecht auf europäischer Ebene und dem europäischen Rechtsschutz.
Bei den Projekten PHARE und TACIS der EU fungierte Dauses als Direktor, Koordinator, Experte und Berater in vielen zentral- und osteuropäischen Staaten, u. a. in Tschechien, der Slowakei, Ungarn, Polen, Estland, Moldawien, Kroatien, Serbien, Ukraine und Russland.
Ferner trat er als Anwalt und Berater bei Verfahren vor dem EuGH und dem Europäischen Gericht erster Instanz auf.
Er war ein Bruder des Sprachwissenschaftlers August Dauses.

## Auszeichnungen
- 1992: Direktor h. c. des Gerichtshofes der Europäischen Gemeinschaften
- 1999: Verleihung des Titels „Jean Monnet Lehrstuhl für Europarecht“ durch den Europäischen Universitätsrat für seinen Bamberger Lehrstuhl
- 1999: Ehrenmitglied der Juristischen Fakultät an der Karls-Universität Prag
- 2003: Verleihung der Ehrendoktorwürde (Dr. h. c.) der Universität Posen

## Veröffentlichung
- 22 Bücher (in 5 Sprachen)
- ca. 220 Artikel und Papers (in 22 Sprachen)
- Herausgeber: Handbuch des EU-Wirtschaftsrechts, 24. Auflage 2009. 4212 Seiten in 2 Ordnern, ISBN 978-3-406-44100-4, Stand: März 2009
- Mitherausgeber: Europäische Zeitschrift für Wirtschaftsrecht (EuZW)
- mit Dieter O. A. Wolf und Hubertus M. Hoose (1979): Gefahr aus dem Weltraum: politische, militärische, technische und rechtliche Aspekte der Weltraumnutzung, Osang, Bonn 1979, ISBN 978-3-7894-0065-0.